# Ed McKeever
Edward Daniel McKeever MBE (nascido em 27 de agosto de 1983) é um atleta britânico de canoagem de velocidade. Durante a sua carreira foi campeão europeu, mundial e olímpico.
Ed McKeever conquistou a medalha de ouro nos Jogos Olímpicos de 2012 na prova de K-1 na distancia de 200m.
Venceu ainda duas medalhas no ICF Canoe Sprint World Championships  de 2010 em Poznań, conquistando o titulo mundial no  K-1 200 m e uma de prata no K-1 4 × 200 m. Conquistou ainda uma medalha de prata no K-1 200 m no evento de 2011 em Szeged .

## Campeonatos do Mundo
Em 2012, McKeever venceu o evento K1 200m na Taça do Mundo em Poznan. Ed tinha vencido o mesmo evento  no Campeonato Europeu dois anos antes (em 2010) em Trasona, na Espanha, e a prova da Taça do Mundo de velocidade em Szeged, Hungria. McKeever ainda ao clube de Bradford on Avon, apesar de ter se mudado para o sul de Buckinghamshire para treinar no Dorney Lake, o local das competições dos Jogos Olímpicos  de 2012.

## Olimpíadas 2012
Ele competiu pela Grã-Bretanha nas competições de canoagem de velocidade nas Olimpíadas de Londres 2012 na prova de K1  200m.  Qualificou-se  para a final do evento de K1 200m ao estabelecer um um novo recorde olímpico com 35,087 segundos  nas eliminatórias e a 11 de agosto conquistou a medalha de ouro na prova. 
Um ano depois dos Jogos Olímpicos de 2012 Ed McKeever foi nomeado Membro da Ordem do Império Britânico (MBE)  por serviços prestados à canoagem britânica . 